# هوسيا واشنطن باركر
هوسيا واشنطن باركر هو محامي وسياسي أمريكي، ولد في 30 مايو 1833 في ليمبستر في الولايات المتحدة، وتوفي في 21 أغسطس 1922 في كليرمونت في الولايات المتحدة. نشط حزبياً في الحزب الديمقراطي. وقد انتخب عضو مجلس النواب الأمريكي ‏.